# Joseph-Auguste Charlot
Pour les articles homonymes, voir Charlot.
Joseph-Auguste Charlot est un compositeur français né le 21 janvier 1827 à Nancy et mort le 29 juillet 1871 à Sèvres.

## Biographie
Joseph-Auguste Charlot naît le 21 janvier 1827 à Nancy,.
Il entre jeune au Conservatoire de Paris, où il obtient un 1er prix de solfège en 1838, un 1er prix de piano dans la classe de Pierre-Joseph-Guillaume Zimmerman en 1841, puis un 1er prix d'harmonie et d'accompagnement en 1842. Au sein de l'établissement, il étudie aussi la composition avec Michele Carafa,.
Au concours du Prix de Rome, il obtient une mention honorable en 1846, un deuxième second grand prix en 1847, enfin, le premier grand prix en 1850 avec sa cantate Emma et Eginhard sur un texte d'Anne Bignan,.
En 1851 et 1852, Joseph-Auguste Charlot est pensionnaire à la villa Médicis. Comme envois de Rome, il est notamment l'auteur d'une Messe solennelle (Kyrie, Gloria et Credo),.
À son retour à Paris, intéressé par la scène mais ne trouvant pas d'auteur de livret, il devient accompagnateur puis chef de chant à l'Opéra-Comique pour gagner sa vie,.
Le 28 octobre 1866, il est également reçu sociétaire des Concerts du Conservatoire en tant que chef de chant, en remplacement d’Eugène Vauthrot,.
Il meurt à Sèvres le 29 juillet 1871,.

## Œuvre
Comme compositeur, Joseph-Auguste Charlot est l'auteur de plusieurs mélodies, dont un recueil de dix publié par Hartmann à titre posthume qui contient le Géant, sur un texte de Victor Hugo, œuvre « d'une inspiration large, mâle et puissante ».
Il est aussi l'auteur de diverses réductions au piano d'ouvrages lyriques, notamment Le Housard de Berchini d'Adolphe Adam, Le Pardon de Ploërmel de Giacomo Meyerbeer, Lalla-Roukh de Félicien David ou L’Ours et le Pacha de François Bazin.